# See How We Are
See How We Are é o sexto álbum de estúdio da banda de punk rock X, foi lançado em 1987 pela Elektra Records. Foi seu primeiro álbum sem o guitarrista fundador Billy Zoom, que foi substituído pelo guitarrista Dave Alvin (ex-The Blasters) para as sessões de gravação do álbum e alguns shows ao vivo. Alvin deixou X em seguida e foi substituído por Tony Gilkyson. Foi relançado com cinco faixas bônus pela Rhino Records em 2002..
O álbum traz uma versão cover da canção "Highway 61 Revisited" de Bob Dylan. O estilo musical do álbum, muitas vezes classificado como folk punk, sofreu um forte impacto com a saída de Billy Zoom e teve uma maior influencia do projeto paralelo dos demais membros do X, The Knitters, um grupo de música country e folk, contudo, o som é mais pesado que o habitual da banda.
| Críticas profissionais                                                      | Críticas profissionais |
| Avaliações da crítica                                                       | Avaliações da crítica  |
| Fonte                                                                       | Avaliação              |
| --------------------------------------------------------------------------- | ---------------------- |
| allMusic                                                                    | [ 2 ]                  |
| Robert Christgau                                                            | (B)                    |
| Esta tabela precisa de ser acompanhada por texto em prosa. Consulte o guia. |                        |

## Faixas
- Todas as faixas escritas por John Doe e Exene Cervenka, exceto as anotadas.

Lado A
1. "I'm Lost" – 2:55
2. "You" – 3:28
3. "4th of July" (Dave Alvin) – 3:32
4. "In the Time It Takes" – 3:09
5. "Anyone Can Fill Your Shoes" – 2:45
6. "See How We Are" – 3:46

Lado B
1. "Left & Right" – 2:57
2. "When It Rains" – 4:29
3. "Holiday Story" – 3:36
4. "Surprise, Surprise" – 2:50
5. "Cyrano de Berger's Back" – 4:03

Faixas bônus (2002, CD, Rhino)
1. "Holiday Story"(Demo/Remix) – 4:00
2. "I'm Lost" (Demo Remix) – 2:48
3. "Highway 61 Revisited" (Bob Dylan) (Outtake/Rough Mix) – 5:08
4. "In the Time It Takes" (Demo/Remix) – 3:08
5. "See How We Are" (Demo/Remix) – 3:57
6. (sem título - faixa oculta) – 2:06